# Monts Kiso
Pour les articles homonymes, voir Kiso (homonymie).
Les monts Kiso (木曽山脈, Kiso sanmyaku) ou Alpes centrales (中央アルプス, Chūō arupusu) sont un massif montagneux du Japon qui s'étend à travers les préfectures de Nagano et de Gifu.

## Sommets principaux
- Mont Kyō (経ヶ岳) : 2 296 m
- Mont Shōgikashira (将棊頭山) : 2 730 m
- Mont Kisokoma (木曽駒ヶ岳) : 2 956 m
- Mont Hōken (宝剣岳) : 2 931 m
- Mont Sannosawa (三ノ沢岳) : 2 848 m
- Mont Hinokio (檜尾岳) : 2 828
- Mont Kumasawa (熊沢岳) : 2 778 m
- Mont Utsugi (空木岳) : 2 864 m
- Mont Minamikoma (南駒ヶ岳) : 2 841 m

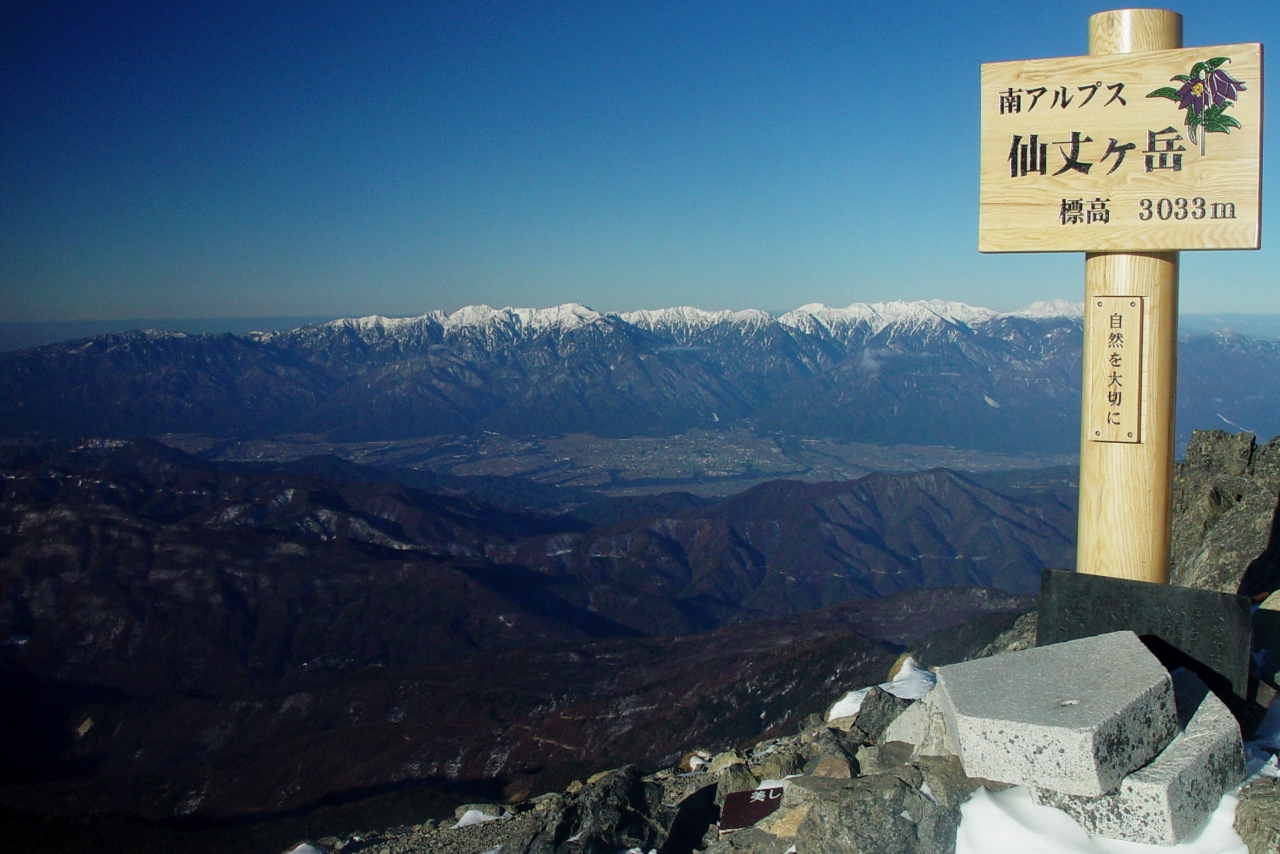
Vue des monts Kiso depuis le mont Senjō dans les monts Akaishi.

- Mont Kosumo (越百山) : 2 613 m
- Mont Okunenjō (奥念丈岳) : 2 303 m
- Mont Ampeiji (安平路山) : 2 363 m
- Mont Surikoji (摺古木山) : 2 169 m
- Mont Ena (恵那山) : 2 191 m
- Mont Ōkawairi (大川入山) : 1 908 m